# 시카타촌 (아이치현)
시카타촌(鹿田村)은 아이치현 니시카스가이군에 설치되었던 촌이다. 현재의 기타나고야시에 해당한다.